# Sabrina Ionescu
Sabrina Ionescu (Walnut Creek, California; 6 de diciembre de 1997) es una jugadora de baloncesto estadounidense que pertenece a la plantilla de la New York Liberty de la WNBA. Jugó en la Universidad de Oregón, y es la actual líder de la NCAA en triples-dobles a lo largo de una carrera, y la única mujer de la División I en lograr más de 2000 puntos, 1000 rebotes y 1000 asistencias.

## Trayectoria deportiva

### Universidad

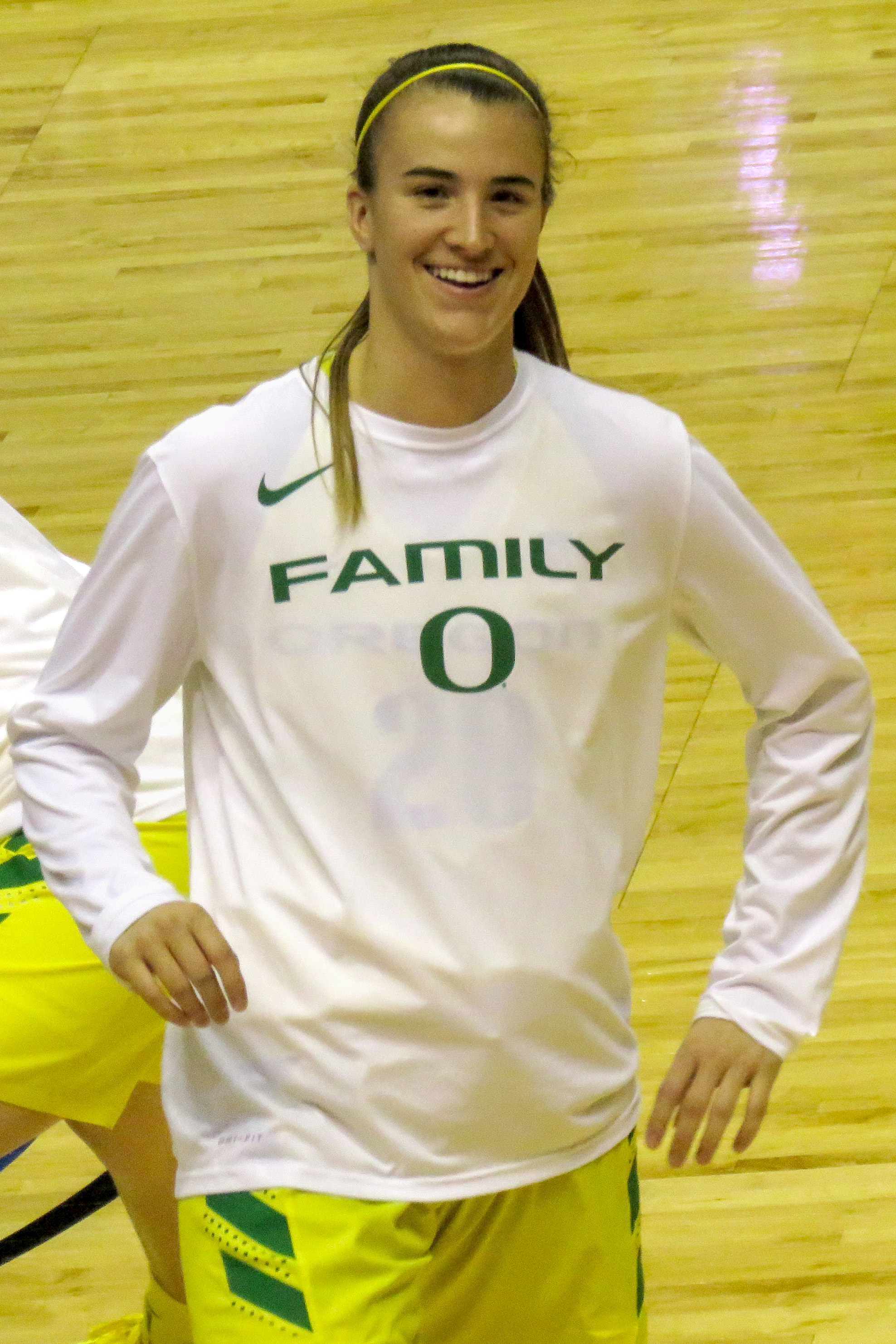
Ionescu con Oregon en 2020.

Jugó cuatro temporadas con las Ducks de la Universidad de Oregón, en las que promedió 18,0 puntos, 7,7 assistencias, 7,3 rebotes y 1,5 robos de balón por partido.
En el segundo partido de su temporada sénior el 13 de noviembre de 2019, Ionescu superó los 2.000 puntos y las 800 asistencias en su carrera universitaria con una victoria de 109-52 sobre Utah State. Se quedó a punto de un nuevo triple-doble con 16 puntos, 12 asistencias y 9 rebotes. En una victoria sobre el entonces #3 Stanford (87–55), Ionescu anotó un récord personal de 37 puntos junto con 11 rebotes y 7 asistencias, y rompió el récord de anotación profesional de Alison Lang en Oregon de 2.252 puntos en el tercer cuarto. El 14 de febrero de 2020, Ionescu registró su asistencia número 1,000 en su carrera en un partido contra UCLA (#7) y se unió a Courtney Vandersloot como las únicas jugadoras en la historia del baloncesto masculino y femenino de la NCAA con más de 2,000 puntos y más de 1,000 asistencias. Diez días después, en la victoria 74-66 de las Ducks ante Stanford, se convirtió en la primera jugadora de la NCAA con 2,000 puntos, 1,000 asistencias y 1,000 rebotes en una carrera. Ionescu también registró su octavo triple-doble de la temporada, empatando su propio récord de temporada única de la NCAA que logró el año anterior.

#### Estadísticas
| Año      | Equipo | PJ  | PT  | MPP  | %TC  | %3P  | %TL  | RPP | APP | ROB | TPP | PER | PPP  |
| -------- | ------ | --- | --- | ---- | ---- | ---- | ---- | --- | --- | --- | --- | --- | ---- |
| 2016–17  | Oregon | 33  | 33  | 32.9 | .390 | .420 | .825 | 6.6 | 5.5 | 1.3 | .2  | 2.9 | 14.6 |
| 2017–18  | Oregon | 38  | 38  | 35.6 | .468 | .438 | .805 | 6.7 | 7.8 | 1.7 | .3  | 3.0 | 19.7 |
| 2018–19  | Oregon | 38  | 38  | 35.9 | .443 | .429 | .883 | 7.4 | 8.2 | 1.3 | .2  | 2.5 | 19.9 |
| 2019–20* | Oregon | 33  | 33  | 33.7 | .518 | .392 | .921 | 8.6 | 9.1 | 1.5 | .3  | 3.0 | 17.5 |
| Total    | Total  | 142 | 142 | 34.6 | .455 | .422 | .851 | 7.3 | 7.7 | 1.5 | .3  | 2.8 | 18.0 |

* El Torneo de la NCAA de 2020 se canceló debido a la pandemia de la COVID-19

### Profesional
El 17 de abril de 2020, fue elegida en la primera posición del Draft de la WNBA por las New York Liberty. En su debut, el 25 de julio ante Seattle Storm, consiguió 12 puntos, 6 rebotes y 4 asistencias, con una mala selección de tiro (4 de 17 con 0 de 8 en triples), en la derrota por 87-71.
El 1 de agosto de 2020, Ionescu se lesionó el tobillo izquierdo en el segundo cuarto ante las Atlanta Dream. Le diagnosticaron al día siguiente un esguince de grado 3 y se esperaba que perdiera alrededor de un mes mientras se recuperaba, aunque finalmente se perdió el resto de la temporada, disputando tan solo tres partidos en los que promedió 18,3 puntos, 4,7 rebotes y 4,0 asistencias.
El 7 de julio de 2022 ante Las Vegas Aces consigue el tercer triple-doble de su carrera con 31 puntos, 13 rebotes y 10 asistencias, siendo el primer triple doble de 30 puntos en la historia de la WNBA, y empatar el récord de más triples-dobles en una temporada que poseía la estadounidense Candace Parker.